# Zolpidem

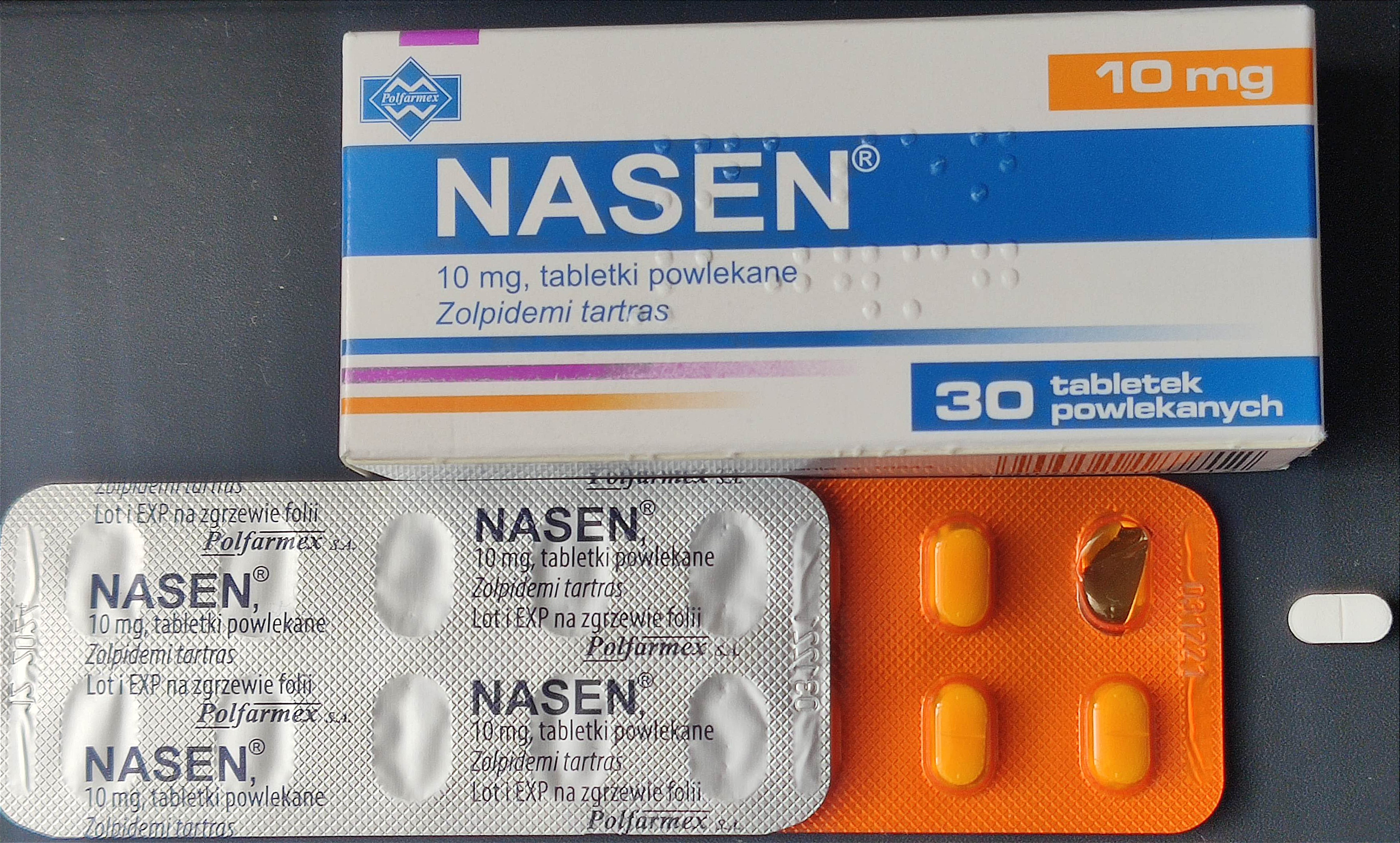
Tabletki Nasen Polfarmex (10 mg)

Zolpidem – organiczny związek chemiczny, krótkodziałający lek nasenny z grupy imidazopirydyn. Jest wykorzystywany w doraźnym leczeniu bezsenności. Działa szybko (zazwyczaj już w ciągu 15–30 minut od momentu podania) i ma krótki czas biologicznego okresu półtrwania (2–3 godziny). Jego właściwości i działanie nasenne podobne są do działania benzodiazepin, jednak działa dużo bardziej selektywnie.
W przypadku przedawkowania stosuje się flumazenil, który jest antagonistą receptorów benzodiazepinowych, odwraca również usypiające i odurzające działanie zolpidemu.
Zolpidem wykazuje działanie amnestyczne, w dużych dawkach powoduje całkowitą amnezję. Częstymi objawami ubocznymi charakteryzującymi lek są omamy, zwłaszcza gdy pacjent zażyje dawkę większą niż zalecana. Wykazuje potencjał uzależniający.

## Mechanizm działania
Zolpidem wykazuje charakterystyczne wysokie selektywne powinowactwo do podjednostki α1 receptora GABA A. Selektywność jest około 10-krotna wobec podjednostek α2 i α3. Tłumaczy to częściowo nietypowe właściwości zolpidemu:
- dominujący efekt nasenny przy znacznie słabszym przeciwlękowym i niemal niezauważalnym antykonwulsyjnym – w dawkach terapeutycznych,
- efekty niepożądane jak lunatyzm u niektórych pacjentów lub zmiany percepcyjne

w porównaniu z benzodiazepinami, które łączą się z wszystkimi trzema podjednostkami dużo mniej selektywnie i ze zbliżonym powinowactwem. Głównie dlatego np. wspomniany lunatyzm prawie nigdy nie występuje, nawet u osób w podeszłym wieku, po zastosowaniu pochodnych benzo-1,4-diazepiny (takich jak midazolam czy estazolam.)

## Dostępność
Zolpidem jest sprzedawany w postaci soli z kwasem winowym. W Polsce lek ten wydawany jest wyłącznie na podstawie recepty lekarskiej z zapisaną słownie całkowitą ilością substancji czynnej, na której nie są przepisane inne leki.

## Metabolizm
W organizmie zolpidem ulega metabolizmowi, tworzą się przy tym 3 główne nieaktywne metabolity, powstałe w wyniku utlenienia grup metylowych do karboksylowych w układzie imidazopirydyny.
Metabolizm następuje przy udziale układu wątrobowego cytochromu P450; substancje modyfikujące aktywność tego cytochromu mogą mocno wpłynąć na szybkość metabolizmu zolpidemu, np. ryfampicyna (silny induktor cytochromu P450) może obniżyć stężenie zolpidemu w osoczu nawet o 60%, znacząco osłabiając efekt terapeutyczny.
Owe metabolity są wydalane z ustroju przez nerki.

## Użycie w celu odurzenia
Zolpidem może wywoływać omamy, zmiany nastroju, ogólne zmiany odczuwania otoczenia i poczucia czasu, gdy pacjent po zażyciu leku celowo nie zaśnie. Podobnie jak benzodiazepiny, zolpidem może również wywoływać u około 1% wszystkich nim leczonych osób, paradoksalny efekt euforyczny (zamiast nasennego), który zazwyczaj występuje przy dawkach znacznie wyższych, niż zalecane maks. 10 mg/dobę. Efekt ten występuje częściej u osób uzależnionych od innych substancji psychoaktywnych.
Właściwości odurzające zolpidemu są krótkotrwałe (zazwyczaj poniżej jednej godziny) i słabną z każdą kolejną dawką.

## Działania niepożądane
Mogą wystąpić:
- amnezja następcza,
- nudności i wymioty (zwłaszcza przy przekroczeniu standardowej dawki 10 mg),
- bóle głowy,
- lunatyzm (umysł pozostaje wówczas w fazie snu wolnofalowego, ale ciało nie jest uśpione),
- senność w ciągu dnia (bardzo rzadko).

## Preparaty
W Polsce w 2024 r. był zarejestrowany w postaci tabletek o nazwach: ApoZolpin, Hypnogen, Nasen, Noxizol, Onirex, Polsen, Sanval, Stilnox, Zolpic, Zolpidem Genoptim, Zolpidem Vitabalans, ZolpiGen i Zolsana.